# Џозеф Хутон Тејлор мл.
Џозеф Хутон Тејлор млађи (енгл. Joseph Hooton Taylor Jr.; Филаделфија, 29. март 1941) је амерички физичар који је 1993. године, заједно са Раселом Аланом Халсом, добио Нобелову награду за физику „за откриће нове врсте пулсара, што је отворило нове могућности за проучавање гравитације”.